# Ferrière-Larçon

Ferrière-Larçon este o comună în departamentul Indre-et-Loire, Franța. În 1 ianuarie 2022 avea o populație de 239 de locuitori.